# Občina Turnišče
Občina Turnišče (slovinsky Občina Turnišče, německy Gemeinde Thurnitz) je jednou z 212 občin ve Slovinsku. Nachází se na severovýchodě státu v Pomurském regionu na území historického Zámuří. Občinu tvoří 4 sídla, její rozloha je 23,8 km² a k 1. lednu 2017 zde žilo 3 248 obyvatel. Správním střediskem občiny je vesnice Turnišče.

## Geografie
Občina leží uvnitř regionu. Od severozápadu směrem na jihovýchod prochází územím dálnice A5. Na hranici sídel Gomilica a Turnišče je postaven nájezd na dálnici. Povrch občiny je nížinatý, při východním okraji protéká říčka Ledava.

## Členění občiny
Občina se dělí na sídla: Gomilica, Nedelica, Renkovci, Turnišče.

## Sousední občiny
Sousedí s těmito občinami: Moravske Toplice na severu, Dobrovnik a Lendava na východě, Velika Polana a Črenšovci na jihu a Beltinci na západě.